# Theridion petrunkevitchi
Theridion petrunkevitchi là một loài nhện trong họ Theridiidae.
Loài này thuộc chi Theridion. Theridion petrunkevitchi được Lucien Berland miêu tả năm 1920.